# Лейк-Гарт (Флорида)
Лейк-Гарт (англ. Lake Hart) — переписна місцевість (CDP) в США, в окрузі Орандж штату Флорида. Населення — 1052 особи (2020).

## Географія
Лейк-Гарт розташований за координатами 28°23′14″ пн. ш. 81°14′25″ зх. д. / 28.38722° пн. ш. 81.24028° зх. д. (28.387137, -81.240160).  За даними Бюро перепису населення США в 2010 році переписна місцевість мала площу 4,77 км², з яких 3,45 км² — суходіл та 1,32 км² — водойми.

## Демографія
Згідно з переписом 2010 року, у переписній місцевості мешкали 542 особи в 218 домогосподарствах у складі 149 родин. Густота населення становила 114 осіб/км².  Було 252 помешкання (53/км²).
Расовий склад населення:
| - 94,5 % — білих - 3,1 % — азіатів - 0,7 % — чорних або афроамериканців - 0,2 % — корінних американців |

До двох чи більше рас належало 0,6 %. Частка іспаномовних становила 8,1 % від усіх жителів.
За віковим діапазоном населення розподілялося таким чином: 19,0 % — особи молодші 18 років, 66,4 % — особи у віці 18—64 років, 14,6 % — особи у віці 65 років та старші. Медіана віку мешканця становила 46,8 року. На 100 осіб жіночої статі у переписній місцевості припадало 113,4 чоловіків;  на 100 жінок у віці від 18 років та старших — 109,0 чоловіків також старших 18 років.
Цивільне працевлаштоване населення становило 198 осіб. Основні галузі зайнятості: науковці, спеціалісти, менеджери — 47,0 %, освіта, охорона здоров'я та соціальна допомога — 28,3 %, мистецтво, розваги та відпочинок — 14,6 %, виробництво — 10,1 %.